# Индустрия связей с общественностью
Индустрия связей с общественностью (англ. Public Affairs Industry) — объединяющий термин для  усилий по взаимодействию между организациями, часто в контексте построения деловых или государственных отношений. Эта отрасль развивалась в последние годы и обычно считается отраслью или суб-дисциплиной связей с общественностью. При столь всём-охватывающем определении, связи с общественностью по своей природе представляют собой гибрид дисциплин, которые в значительной степени полагаются на стратегическую коммуникацию.  Часто «связи с общественностью» отождествляют с лоббированием, но обычно это лишь небольшая часть того, что может сделать специалист по связям с общественностью.  Другие типичные функции включают исследования, стратегическое планирование и предоставление рекомендаций.

## Сущность
Др. Хуан-Карлос Молледа пишет: «Многие типы организаций виртуально и физически общаются и взаимодействуют с общественностью и/или аудиторией за пределами своей страны происхождения для построения динамичных отношений. Торговля, прямые иностранные инвестиции, политические коалиции, важные глобальные инициативы, информационные потоки и социальные сети входят в число факторов, повышающих сложность этих отношений».  Организации, которые занимаются связями с общественностью, обычно представляют собой крупные компании, благотворительные организации, профсоюзы, общества и группы по интересам. В них либо имеется персонал, непосредственно занимающийся связями с общественностью, либо они нанимают специальные  фирмы консультантов для этой цели.  Очень часто сотрудники по связям с общественностью работают со своими коллегами, не связанными с общественностью, которые являются экспертами в определенной области.
Связи с общественностью по своей сути имеют глобальное влияние, и необходимо смотреть на него через призму перспектив страны, в которой это практикуется. Гегемония США и «Глобального Севера» часто затмевает прогресс, достигнутый на международном уровне, а точнее, внутри «Глобального Юга».
Поводом для разногласий между Глобальным Севером и Югом является неправильное представление о том, что практика общественных дел и международных отношений, которая может считаться основной на Глобальном Севере, не имеет отношения к реальностям происходящего на Глобальном Юге.  Целостность Глобального Юга не должна подвергаться дальнейшей гомогенизации, особенно внутри себя.  Другими словами, теории и передовой опыт должны быть изменены, чтобы соответствовать уникальным культурным и государственным требованиям каждой нации. Тактика выполнения государственных дел должна будет сильно отличаться от страны к стране;  То, что осуществимо в Японии, может потерпеть неудачу, например, на Тайване.
Это также относится к тому, как управляются стратегии по связям с общественностью, такие как отношения со СМИ и заинтересованными сторонами, а также внутренние коммуникации.  Существует давняя история попыток колонизаторов распространить послания о соответствии и увековечить, что организованное правительство Глобального Юга является неполноценным. Фактически, термин «связи с общественностью» был создан в США. ДеСанто пишет: «Этот термин вырос из директивы федерального правительства США 1913 года, известной как Поправка Джиллета, которая запрещает любому правительственному учреждению тратить деньги на рекламу без специального разрешения Конгресса США». Это изолирующее происхождение такой всеобъемлющей темы в конечном итоге создало `` объединяющую цель, чтобы бросить вызов господству Глобального Севера, но оно также усилило некоторые из неравенств, которые возникли между национальными государствами в рамках Глобального Юга, в частности, Китай, Бразилия и Индия утверждают себя как сильные экономические державы и создают знакомую проблему маргинализации среди стран, которые уже были маргинализованы Глобальным Севером. Обобщая условия в странах Юга, мы получаем суждение и, таким образом, отвлекаем от того, насколько многогранна государственная политика и выработка политики на самом деле, независимо от их относительно недавнего зарождения, особенно на Глобальном Юге.
Эволюция выработки политики на Глобальном Юге стала движущей силой в расширении участия южных стран в международном сотрудничестве, что привело к реальным политическим изменениям и большему вниманию к глобальной справедливости и справедливости, а также стабильности в условиях глобализации. Хотя лоббирование является лишь частью общих дел, у него есть свое место. Лоббирование помогает группам с индивидуалистическими целями получить доступ к законодательным органам правительства, которые были бы недоступны для любого человека. Укоренившийся и наиболее распространенный в и, возможно, в Соединенном Королевстве, он все еще присутствует на Глобальном Юге.  Некоторые известные страны, которые принимают участие в лоббистской деятельности, включают Корею, Мексику, Саудовскую Аравию, Кувейт, Южную Африку, Чили и Перу. В этих странах, хотя лоббирование является активным движением как жест участия в индустрии по связям с общественностью, все ещё происходит значительное развитие и повышение доступности для того, чтобы Глобальный Юг продолжал свои усилия.
Глобальный Север состоит в основном из политических сил США и Великобритании. В США, зародившейся немногим более 100 лет назад, общественные дела — это относительно новая концепция, фактически даже в течение последнего десятилетия практика общественных дел в рамках правительства не была так прочно закреплена, как в предыдущие годы.
Связи с общественностью проникли в Великобританию в 1980-х годах через Европейский центр по связям с общественностью (ECPA). Американских экспертов по этому вопросу отправили в Европу, чтобы обучать подходам и методам, которые были реализованы в Америке, но, как и план, используемый для Глобального Юга, такие учения были почти неуместны для адаптации к европейской политической системе. Однако с течением времени аналогичные результаты и статистика воздействия общественных дел появились как в США, так и в Великобритании. Например, в США 89% корпораций и 53% торговых ассоциаций преуспевают в своих усилиях по лоббированию, в то время как 60% групп граждан и 63% фондов терпят неудачу. Точно так же в Великобритании преуспевают 61% корпораций и 57% торговых ассоциаций, что очень похоже на США, где промышленность часто побеждает. Однако в Великобритании группы граждан и фонды добиваются таких же успехов (67% и 56%). Эти статистические данные являются возможным индикатором систематических различий внутри Глобального Севера. Эти результаты в США являются результатом переизбрания богатых людей и групп интересов, что в конечном итоге приносит пользу корпорациям, а не отдельным лицам. Утверждалось, что профессиональное лоббирование идёт вразрез с демократией, поскольку позволяет крупному бизнесу покупать власть и влияние с помощью хорошо финансируемых кампаний, дающих им несправедливое преимущество. В нескольких странах предпринимаются шаги по повышению уровня регулирования и прозрачности в сфере связей с общественностью. Некоторые страны ввели обязательный реестр лоббистов. Европейский Союз работает с добровольным регистром с июля 2008 года. Многие другие правительства, включая Соединённое Королевство, обсуждают какой-либо регистр.
Учитывая текущее развитие общественных дел, среди тех, кто не работает в этой отрасли, все ещё существует распространенное мнение, что общественные дела синонимичны с лоббированием, а также связями с общественностью. На Глобальном Севере связи с общественностью включают не только первое, но и дополнительный мониторинг информации, управление СМИ, планирование и организацию мероприятий, политический маркетинг и, конечно же, создание сетей. Ожидается, что в самой отрасли количество возможностей трудоустройства в США вырастет на 7% в период с 2019 по 2029 год, быстрее, чем в среднем по всем другим профессиям, и в основном это может быть связано с растущей потребностью организаций поддерживать свой публичный имидж в таких СМИ. Трудно определить размер индустрии по связям с общественностью в Соединённом Королевстве. Исследования показывают, что отрасль становится все более профессионализированной и получает более широкое распространение, чем это часто предполагается.
По оценкам Chartered Institute of Public Relations (CIPR), профессионального органа Великобритании по связям с общественностью, включая связи с общественностью, в PR вовлечено около 48 000 человек, из которых 30% занимаются связями с общественностью. Это исследование ограничено, поскольку оно измеряет только определенные должности и тех, кто заявляет, что работает в сфере PR. Большое количество профессионалов, оказывающих услуги по связям с общественностью, работают на разных должностях в самых разных секторах.  Должности специалистов-практиков по связям с общественностью могут варьироваться в зависимости от направленности их роли, но могут включать в себя «связи с общественностью», «внешние сношения / отношения», «корпоративные коммуникации», «отношения с правительством / парламентом» и «политика».
Ожидается, что во всем мире отрасль вырастет с 63,8 млрд долларов в 2018 году до 93,07 млрд долларов к 2022 году. Северная Америка в настоящее время занимает самый большой сегмент этой стоимости и, как ожидается, сохранит свои позиции. За ней следует Европа с увеличением инвестиций в цифровые программные продажи, усиляя по связям с общественностью в целом. Во всем мире правительства продолжают обеспечивать соблюдение законов о защите данных, чтобы защитить людей от недобросовестной государственной или деловой практики, посредством таких нормативных актов, как Общий регламент по защите данных (GDPR) в Европейском союзе.  В Соединенных Штатах президент Барак Обама ввел ряд мер, направленных на повышение прозрачности государственных дел. Пытаясь закрыть «вращающуюся дверь» для чиновников исполнительной власти, которые становятся лоббистами сразу же после истечения срока их полномочий на федеральном уровне, он издал исполнительный указ № 13490 от 21 января 2009 года, который, среди прочего, предписывает двухлетний запрет на лоббирование. Для бывших высших должностных лиц исполнительной власти, связанных с любым вопросом, над которым они работали в последний год своего пребывания на государственной службе. Он также ввел запрет на словесное общение между лоббистами и федеральными агентствами, которым поручено выделять средства на восстановление экономики. Эти меры оказались противоречивыми, и, хотя некоторые утверждают, что они являются позитивным и необходимым шагом, другие сочли эти меры неудачными из-за различных лазеек.
Важность СМИ и распространения информации в индустрии по связям с общественностью претерпела множество тенденций за последние несколько десятилетий.  В период с 1950-х по 1970-е годы исследования показали, что потребление новостей через телевизионное вещание увеличилось, тогда как тираж газеты в этот период сократился. Исследование, проведенное в 1970 году Питером Кларком и Ли Рагглзом, также показало, что во время этой эволюции от печати к новостям на радио и телевидении люди по-прежнему обращались к печати или газетам за местными новостями чаще, чем национальные или международные новости по общественным делам, как это было раньше. Это считалось более простым и понятным. 
Переходя к 80-м и 90-м годам, когда возросло количество доступных материалов о политике и государственных делах, было обнаружено, что те кто интересовался такой информацией, охотно её искали и любили обсуждать с другими. Это чувство общности и заинтересованность в разговоре на такие темы продолжает развиваться и привело к тому, что сегодня известно как социальные сети. Фактически, в последнее десятилетие или около того, особенно среди молодёжи, потребление новостей в целом снизилось, и теперь все больше полагается на получение информации через социальные сети. Таким образом, социальные сети, такие как Facebook и Twitter, являясь одними из самых популярных, помимо новостных приложений, всё чаще становятся основными источниками политических и общественных новостей, а также новостей в целом.